# Mekonomen
Mekonomen är en bilkedja omfattande cirka 200 butiker och mer än 1000 verkstäder vilka arbetar under Mekonomens varumärke.
Mekonomen är ett dotterbolag till MEKO (tidigare Mekonomen Group), MEKO AB (publ.) som är noterat på Nasdaq OMX Mid Cap-lista. Bolaget har varit börsnoterade sedan 29 maj 2000, då man noterades på Stockholmsbörsens dåvarande O-lista. Den största ägaren är LKQ Corporation med 26,5 procent av aktierna . Huvudkontoret ligger i World Trade Center, WTC i Stockholm.

## Historia

### Starten
Mekonomen grundades i Norrtälje 1973 av Ingemar Fraim och Leif Möller under namnet Bileko. Deras företag Bileko levererade reservdelar inom två timmar till hela Stockholm. 
Målet från början var att bli bäst på avgassystem, eftersom det var delar som slets snabbt. Allteftersom så ökades sortimentet med bromsar, framvagnsdelar och hjullager och verksamheten utökades till hela Mälardalen istället för endast Stockholmsregionen.

### 1980- och 1990-talet - Butikskedjan Mekonomen köps upp
Under mitten av 1980-talet moderniserades reservdelsmarknaden i Skandinavien, men gränserna mellan detaljist och grossist kvarstod. Grundarna såg en vinst i att bryta dessa gränser och valde att köpa upp butikskedjan Mekonomen 1987, som då bestod av 17 butiker i södra Sverige. Bileko kvarstod som namnet för grossistföretaget som körde ut produkter till butikerna, och Mekonomen kvarstod som namnet för butikskedjan.
Företaget fortsatte att expandera genom att öppna fler butiker. År 1992 passerade försäljningen 100 MSEK. 1995 dubblerade lagret i Sätra, söder om Stockholm på grund av den höga efterfrågan av företagets produkter, och samtidigt introducerades över-natten-leveranser.
År 1996 valde man att ändra namn från Bileko till Mekonomen Grossist, vilket innebar att både grossistverksamheten och butikskedjan nu hade samma namn.
År 1998 flyttades centrallager från Sätra till nybyggda lokaler i Strängnäs. Samma år etablerade sig företaget i Norge genom förvärvet av samtliga aktier i det norska företaget Christoffersen & Bekken AS i Oslo.

### 2000-talet
Den 29 maj 2000 börsnoterades företaget. Detta skedde på den dåvarande O-listan på Stockholmsbörsen. Samma år ersattes den 3 500 sidor tjocka reservdelskatalogen med en datakatalog på CD.
Mekonomen köpte reservdelar från samma tillverkare som bilföretagen använde och med de nya EU-reglerna bedömdes kvaliteten som detsamma.

### Norge
1998 förvärvade företaget samtliga aktierna i Christoffersen & Bekken AS i Oslo med strategin att bilda en bas för koncernens etablering av Mekonomenbutiker i Norge. Året efter så öppnades en detaljistbutik och bolaget Mekonomen Detaljist AB bildades som ett moderbolag, med planerna om ett 10-tal butiker första halvåret med centrallagret kvar i Strängnäs.
År 2001 utökades etableringstakten då, förutom nyetablerade detaljistbutiker, även 74 bilverkstäder anslöt sig till företagets nätverk. 2002 introducerades konceptet ”Mekonomen bilverkstad” i Osloregionen.

### Danmark
År 2002 etablerade sig Mekonomen i Danmark i och förvärvet av A. Østergaard i Odense A/S som skedde den 18 juli. Företaget var ett 70 år gammalt familjeföretag, och försäljningen bestod endast av reservdelar till verkstäder. Det danska företaget sysselsatte 400 personer och omsatte för helåret 2002 cirka 535 Mkr. År 2003 byttes namn på den danska verksamheten till Mekonomen Danmark A/S, och samtliga butiker omprofilerades till Mekonomen butiker i enlighet med den modell som hade skapats i Sverige. 2004 tillsattes en ny VD och ledning för Mekonomen i Danmark. En intressant detalj för marknaden var att 98 % av försäljningen från butikerna skedde till verkstäder. 2016 avyttrades den danska verksamheten.

## Verksamhet
Mekonomen kan ses som en grossiströrelse för de många verkstäder som är kopplade till företaget. Mekonomen Bilverkstad startade 1999 och har över 900 anslutna verkstäder i Skandinavien som marknadsförs under Mekonomens varumärke. Verkstäderna får tillgång till Mekonomens tekniska system, utbildning och sortiment, i utbyte mot att den lokala Mekonomenbutiken blir huvudleverantör.
Runt 80 procent av Mekonomens försäljning går till verkstäder medan resten går till konsumenter i Sverige och Norge. Företaget tillhandahåller egenutvecklade supportsystem med kataloger och arbetstider åt sina verkstadskunder för att underlätta det dagliga arbetet.

### Anläggninger (urval)

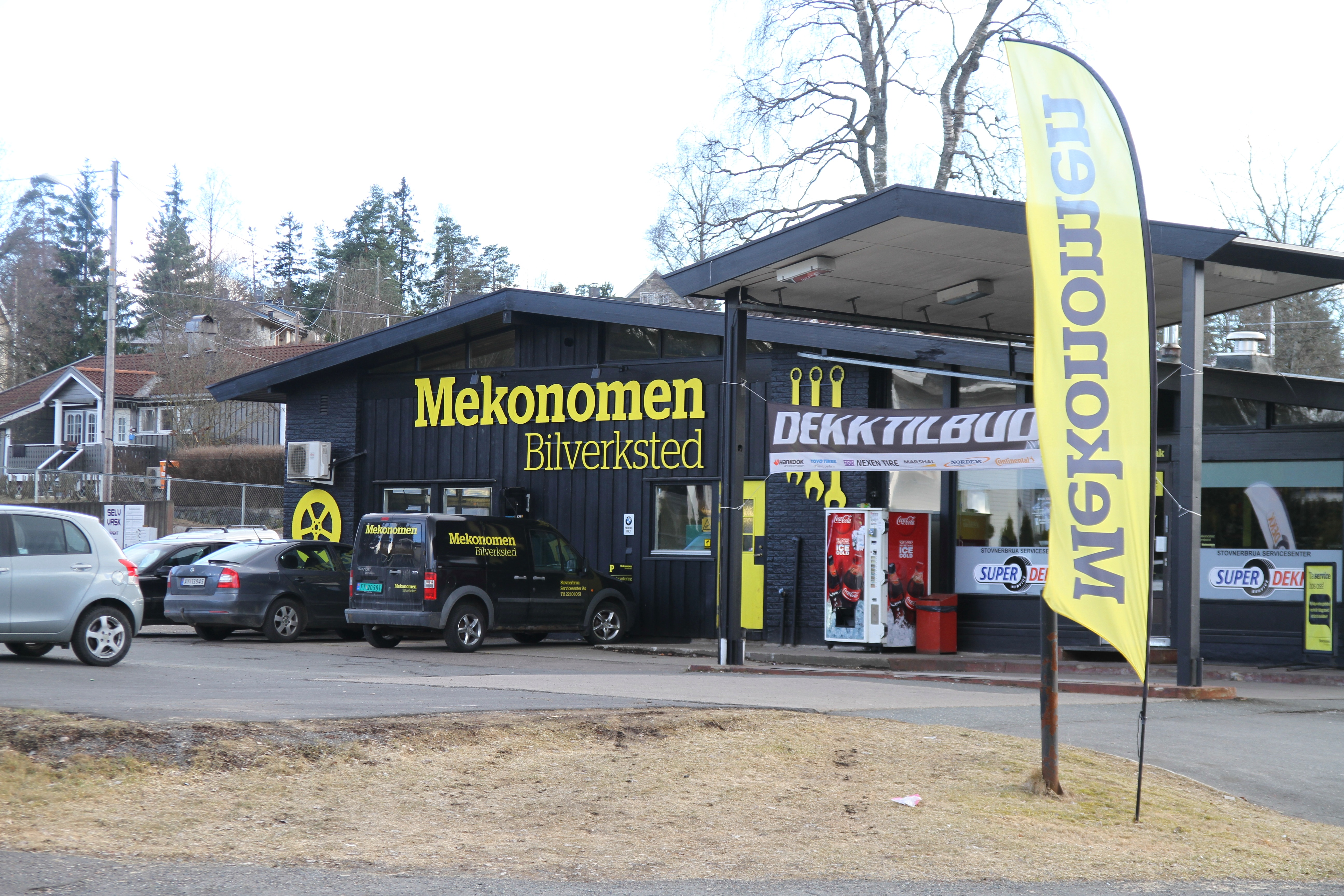
Stovnerbrua Service Senter, Oslo.
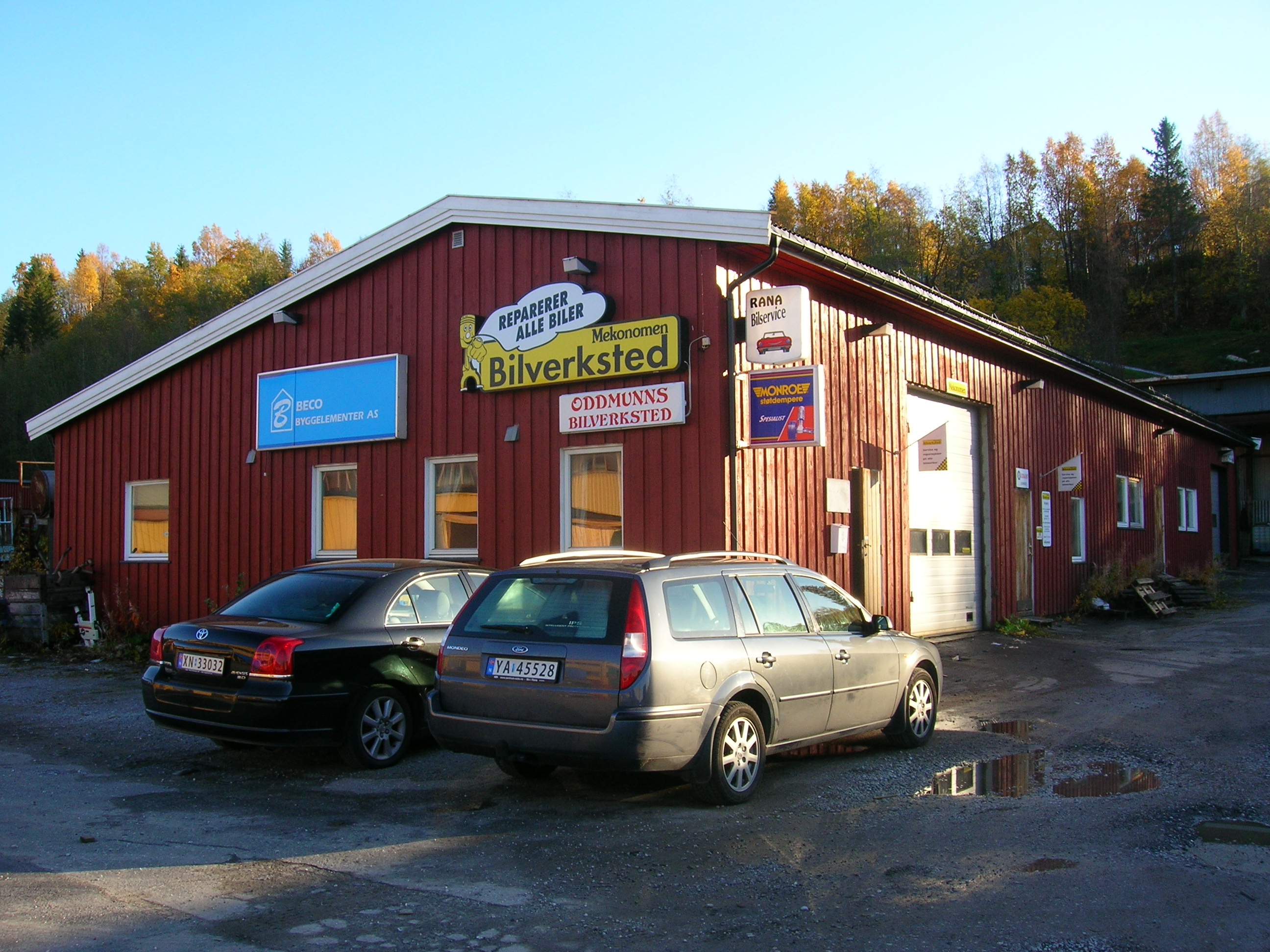
Oddmunds bilverksted, Mo i Rana.
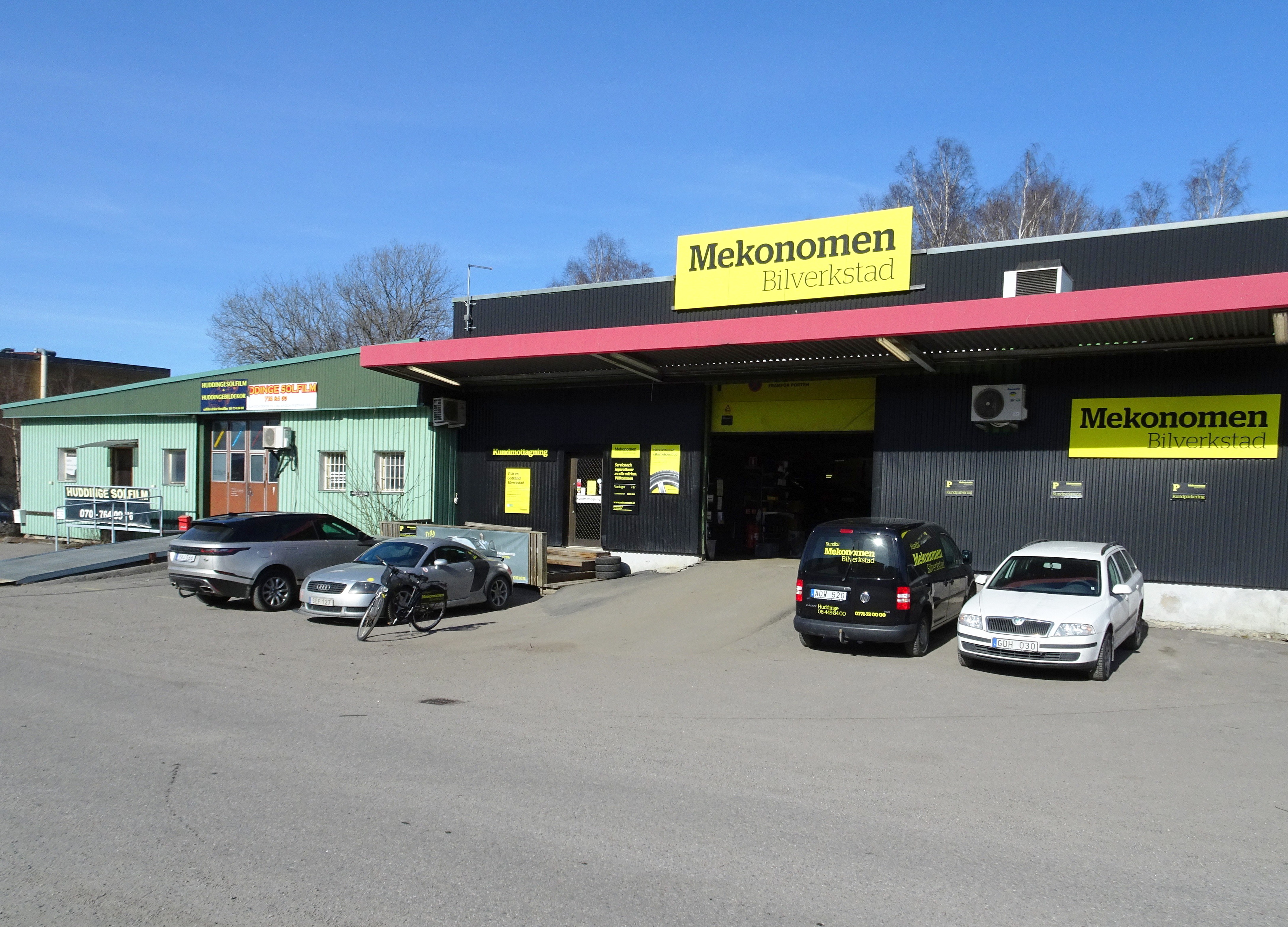
Storängens industriområde.
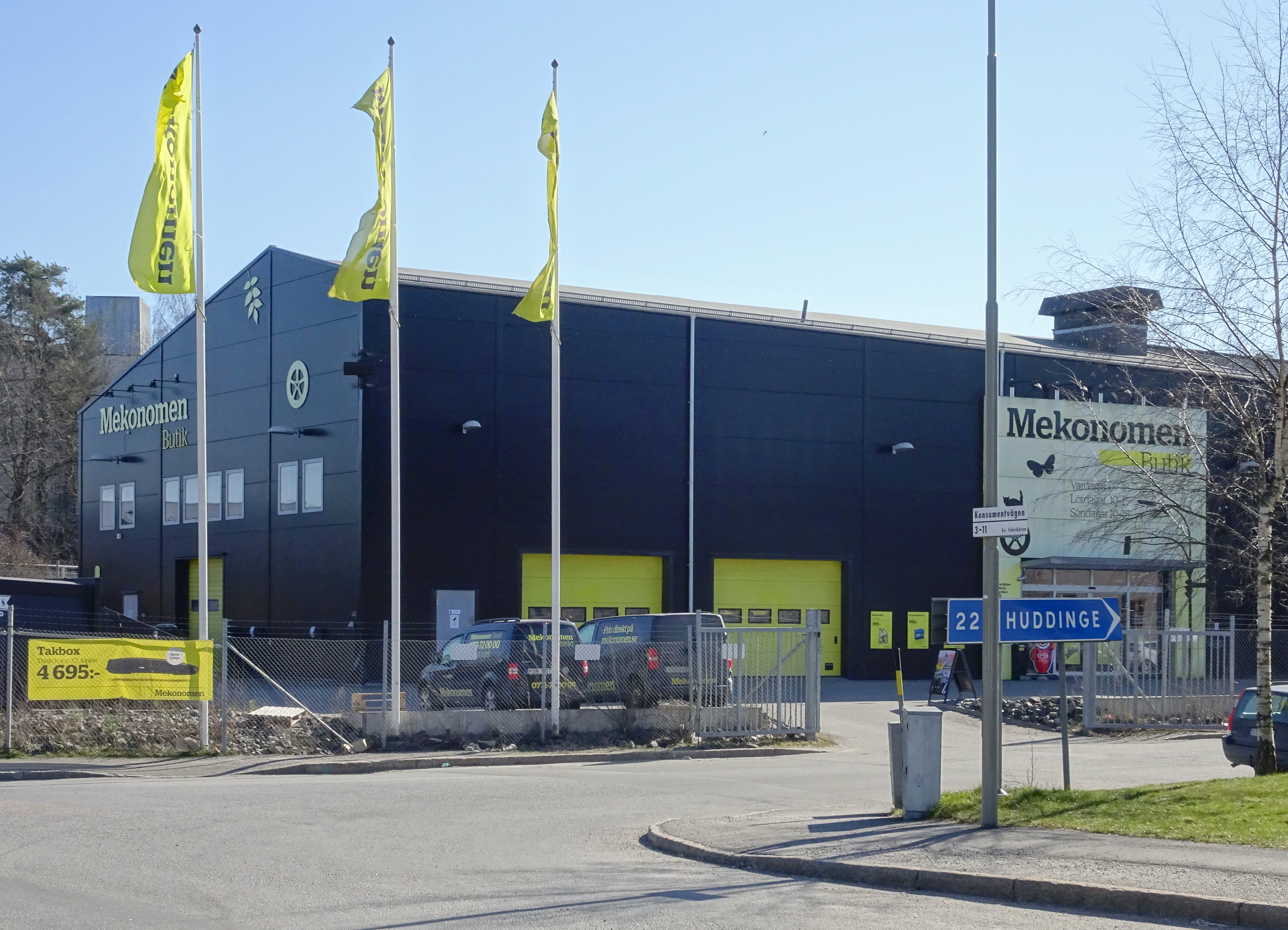
Älvsjö industriområde.
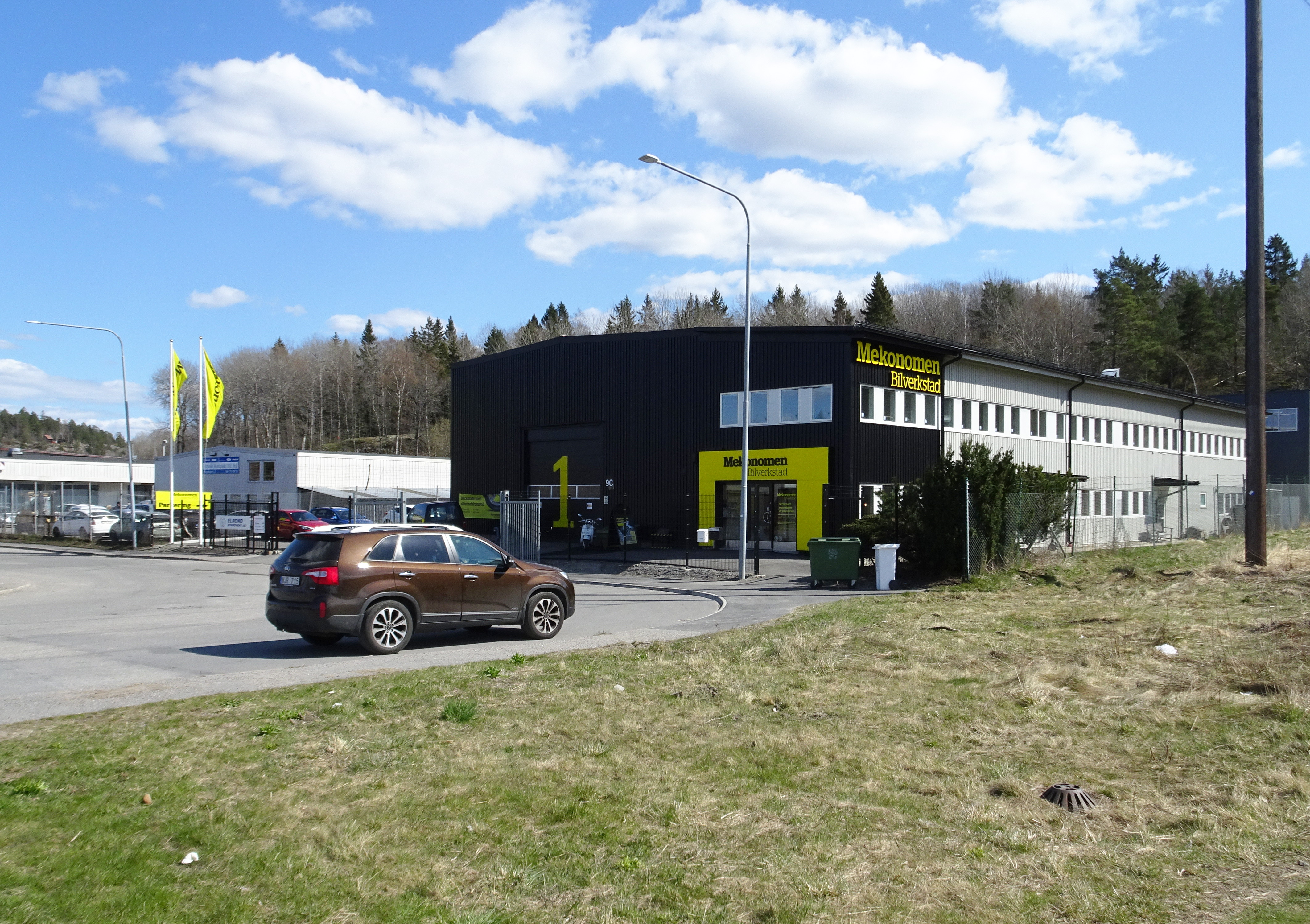
Flemingsbergs industriområde.